# フォーチュン500
フォーチュン500（Fortune 500）は、アメリカ合衆国のフォーチュン誌が年1回編集・発行するリストの1つである。全米上位500社がその総収入に基づきランキングされる（ただし、物品税の影響等を排除するため、多くの企業の収入は修正されている）。収入が公開されているすべての企業がランキング対象となり、これは「証券取引所で取引される普通株を所有する企業」と広く理解されている「公開会社」（public company）よりも範囲は大きい。
2008年はウォルマートが再びトップとなり、エクソン・モービルを2位に追いやった。
フォーチュン100とフォーチュン1000は、同様にランキングされたトップ企業のリストを提供する。

## 似たようなランキング
- フィナンシャル・タイムズ・グローバル500（世界の企業の時価総額をランキングしたリスト）
- フォーチュン・グローバル500（世界の企業の売上高をランキングしたリスト）
- フォーブス・グローバル2000（世界の公開会社の上位2,000社のランキングリストである。順位は売上高、利益、資産、市場価値の4つの要因に基づいて決められる）
- インターブランド・ベスト・グローバル・ブランド・リスト（世界の企業のトップブランド・ベスト100を決めるリスト。インターブランドが集計し、発表したものをビジネスウィーク誌も発表する）
- ビジネスウィーク・トップブランド・ベスト100（世界の企業のトップブランド・ベスト100を決めるリスト。インターブランドが集計し、発表したものをビジネスウィーク誌も発表する）
- ビジネスウィーク・革新的な企業ランキング（世界の革新的な企業をランキングしたリスト）
- 半導体メーカー売上高ランキング（世界の半導体メーカーをランキングしたリスト）
- 半導体・製造装置メーカー売上高ランキング（世界の半導体製造装置メーカーの売上高をランキングしたリスト）
- 世界の軍事企業の売上高ランキング（世界の軍事企業の売上高をランキングしたリスト）